# Joaquín González Moreno
Joaquín González Moreno (Sevilla, 22 de noviembre de 1924-21 de diciembre de 2004), fue un historiador, profesor universitario y archivero español.

## Biografía
Nació en Sevilla el 22 de noviembre de 1924, en el seno de una familia de tradición militar, aunque desde muy joven se sintió seducido por la historia y el arte de su ciudad. La defensa del patrimonio histórico y artístico de Andalucía ha destacado en sus 40 obras monográficas y más de 2000 artículos en periódicos y revistas.
Cursó sus estudios de Historia de América y se doctoró en Historia General en la Universidad de Sevilla, donde fue profesor de Teoría del Arte, en la Escuela Técnica Superior de Arquitectura durante los años 1970 al 74 y de Paleografía en la Facultad de Geografía e Historia, hasta su jubilación en 1984.
Fue profesor de enseñanza media del colegio Claret de Sevilla, y entre sus alumnos estuvieron Felipe González y Alejandro Rojas Marcos.
En 1953 la dirección general de Bellas Artes, le nombró conservador de la Casa de Pilatos y desde esa fecha fue archivero, conservador y secretario de la casa Ducal de Medinaceli, trasladando allí su residencia.

## Investigación de archivos
Desde su puesto como conservador de la Casa de Pilatos, contribuyó a la restauración del monumento, y organizó sus archivos, centralizando en Sevilla los fondos documentales de los Medinaceli (dispersos por toda España), y publicó sus documentos, con una labor de descubrimiento, coordinación y divulgación, dando a la luz obras fundamentales para el conocimiento y estudio de los documentos que el archivo alberga. Durante los 30 años en que ejerció el cargo, potenció el conocimiento de la memoria histórica de la casa de Medinaceli, una de las fundamentales de la nobleza histórica española, cuyo origen se remonta a los Infantes de la Cerda, los cuales eran los hijos del primogénito del rey Alfonso X el Sabio (que murió antes que su padre): el segundo hijo del rey, Sancho IV, usurpó el trono, y de esa línea desciende la familia real española. Esta cuestión dinástica originó el pleito de los Infantes de la Cerda, que no se solucionó hasta el siglo XIV, en el que a los infantes se les nombró Condes de Medinaceli, título que ya en el siglo XV los Reyes Católicos convirtieron en ducado.
- Por su vinculación a la Casa Ducal de Medinaceli, actuó de secretario del Círculo Balmes. Era monárquico, y estaba muy preocupado por el futuro de España durante esos años, por lo que se integró en aquella organización dedicada a estudiar la salida de la dictadura, y que consideraba necesaria la restauración de la monarquía en la persona del Rey D. Juan III.

Organizó los archivos de la Real Maestranza de Caballería de Sevilla, que es una institución de caballería creada en 1670, cuya intención original era el adiestramiento de la nobleza en las armas y la práctica ecuestre de carácter bélico al servicio de la Corona española, además de la capacitación de oficiales para el ejército. Ha colaborado en la última modificación de sus Ordenanzas, realizada en 1978.
- Como investigador de genealogía y heráldica documentó cincuenta árboles genealógicos para los expedientes de ingreso en este organismo.

Trabajó para el Arzobispado de Sevilla como encargado del archivo del Palacio Arzobispal de Sevilla. Allí encontró y publicó una colección de grabados del siglo XVII del arquitecto Oviedo, que procedían del convento de San Antonio. 
La Diputación de Sevilla y las bodegas Osborne en El Puerto de Santa María (Cádiz), entre otros, también le han confiado sus archivos.

## Otros cargos
Desde 1967 fue también bibliotecario del Instituto de Estudios Sevillanos, organizando también otras bibliotecas privadas como la del Conde de Aponte, biblioteca que consiguió fuese vendida al laboratorio de Arte de la Universidad de Sevilla.
En el año 2004, González Moreno fue elegido presidente de la Asociación Andaluza de Ex libristas, asociación creada en marzo de 1997 en la ciudad de Sevilla y especializada en los ex libris, su historia, estudio, creación y coleccionismo, por su conocimiento de los escudos heráldicos, ya que, además de la leyenda que acredita la pertenencia del libro a una biblioteca personal o institucional, por lo general el ex libris exhibe también alguna imagen y los ejemplares más antiguos emplean escudos heráldicos.
Ese mismo año González Moreno fue nombrado académico correspondiente con residencia en Sevilla de la Real Academia de la Historia de Madrid, que es la institución encargada del estudio de la Historia de España, antigua y moderna, política, civil, eclesiástica, militar, de las ciencias, letras y artes, o sea, de los diversos ramos de la vida, civilización y cultura de los pueblos españoles, según su propia definición.
También fue miembro de la Real Academia de Ciencias, Bellas Letras y Nobles Artes de Córdoba, miembro del Instituto de Estudios del Sur de España desde 1968 y socio del Instituto Internacional de Genealogía y Heráldica. Así mismo, era socio numerario del Excelentísimo Ateneo de Sevilla.
Su archivo personal, de gran interés por su fondo fotográfico y de correspondencia, se encuentra depositado en el Archivo Histórico Provincial de Sevilla desde el año 2006.

## Producción
Su producción bibliográfica es amplia, la mayoría de sus obras son estudios monográficos sobre diversos temas: La casa de Medinaceli, la historia de diversos pueblos andaluces, pero sobre todo asuntos sobre la historia de Sevilla.
Publicó numerosos artículos en la prensa, principalmente en los diarios ABC, Correo de Andalucía y Diario de Sevilla. A nivel popular, su nombre fue conocido por su participación en programas radiofónicos difundidos por diversas emisoras de radio como la cadena COPE y Radio Sevilla, así como el popular programa sobre “Las calles de Sevilla” o sus comentarios a la Semana Santa.

### Historia de pueblos andaluces
Sus conocimientos sobre genealogía le valieron para redactar las monografías históricas sobre las que basar la aprobación de los escudos de ciudad de catorce pueblos andaluces:
- Algámitas,
- Aznalcóllar,
- Alcalá de Guadaíra,
- Gines,
- La Lantejuela,
- La Puebla de Cazalla,
- Pruna,
- Punta Umbría,
- San Bartolomé de la Torre,
- Santiponce y
- Villalba del Alcor.

Como reconocimiento a su labor investigadora, la Biblioteca pública de Santiponce lleva el nombre de "Joaquín González Moreno".

### Monografías
- Don Fadrique Enríquez de Ribera, 1.º Marqués de Tarifa (Monografías Archivo Hispalense, 1963)
- Alcalá de Guadaíra en la Edad Media (1998)
- Aportación a la historia de Alcalá de Guadaíra (1986)
- Aportación a la historia de Sevilla (1991)
- El beato Ribera y la Casa de Pilatos (1960)
- Calles de Sevilla (1997)
- La Casa de Pilatos en el siglo XIX (1983)
- La Casa de Pilatos: historias y leyendas (2000)
- Catálogo de documentos sevillanos del Archivo Ducal de Alcalá de los Gazules (1976)
- Catálogo de los documentos de la Villa de Medinaceli (1972)
- Catálogo de los fondos documentales de la villa de Castrojeriz, tomados del Archivo General de los Duques de Medinaceli, en Sevilla (1973)
- Catálogo del Archivo General de la Casa ducal de Medinaceli (1973)
- Catálogo general del Archivo de la Casa Ducal de Medinaceli (1969)
- El condado del Puerto de Santa María (1989)
- Conflictos sociales en el ducado de Medinaceli (1994)
- De cárcel real a sede de Caja San Fernando (1997)
- Descubrimiento en Triana, las cuevas del jabón (1989)
- Desde Sevilla a Jerusalén / con versos de Juan de la Encina y prosa del Primer Marqués de Tarifa (1974)
- Don Fernando Enríquez de Ribera, tercer Duque de Alcalá de los Gazules (1583-1637): estudio biográfico (1969)
- Historia de Cañete de las Torres (según documentos del Archivo Medinaceli) (1983)
- Historia de Santiponce (1485-1704) (2001)
- Historia de Santiponce: vida de un pueblo que fue víctima del Guadalquivir (1982)
- Historia e investigación en el Archivo de Medinaceli (1979)
- Iconografía guadalupana I (1959)
- Iconografía guadalupana II (1974)
- Iconografía guadalupana en Andalucía (1991)
- III Centenario del Hospital del Pozo Santo : 1667-1967 (1967)
- Montilla, aportaciones para su historia (1.º Ciclo de Conferencias sobre Historia de Montilla) (1982)
- El Pozo Santo (2003)
- Quince años de enlaces matrimoniales en la parroquia de la Magdalena de Sevilla (1607-1622) (2002)
- Las Reales Almonas de Sevilla (1397-1855) (1975)
- Los secretos de la Casa de Pilatos (1993)
- Serie documental española (1977)
- Sevilla de los miradores (2004)
- La Sevilla del Conde de Aponte (1999)
- Trazas de Diego López Bueno para San Lorenzo de Sevilla (195?)
- Utrera en el siglo XVIII (1995)
- Via Crucis a la Cruz del Campo (1992)
- Visión de Lucena a través del archivo de Medinaceli (1992)

### Artículos periodísticos
Algunos de los artículos publicados por González Moreno en revistas especializadas, como el Archivo Español de Arqueología y el Archivo Hispalense:
- “El Convento de San Antonio de Padua” (1954)
- “Trazas de Diego López Bueno para San Lorenzo de Sevilla” (1954)
- “Un plano inédito de la portada de San Clemente” (1977)
- “Libros prohibidos por la Inquisición en 1815 y 1819” (1977)
- “Una colección de grabados de José María Martín” (1991)
- “Un plano inédito de las almonas de Utrera” (1995)
- “Documentación sobre oratorios de los siglos XVII y XVIII” (1998)
- “El viaducto de Puente Genil” (2001)